# Santiago-Pontones
Santiago-Pontones är en kommun i Spanien.   Den ligger i provinsen Provincia de Jaén och regionen Andalusien, i den sydöstra delen av landet, 270 km söder om huvudstaden Madrid. Antalet invånare är 3 565.